# 진온
진온(본명: 김진철, 1989년 7월 13일 ~ )는 대한민국의 보이 밴드 포커즈의 리더이자 메인래퍼이다.

## 출연 작품

### 드라마
- 《단단한 가족》(2012년, E채널) - 아르바이트생 진온 역
- 《신이라 불리운 사나이》(2010년, MBC) - 특별출연

### 예능
- 《켠김에 왕까지》(2011년, Ongamenet)
- 《백점만점 전국 아이돌 체전》 (2011년, KBS2)
- 《환상의 커플》(2011년, tvN)
- 《아이돌의 제왕》 (2011년, SBS)
- 《도전 1000곡》 (2011년, SBS)
- 《스펀지제로》 (2010년, KBS2)
- 《연예매거진 엔터테이너스》(2010년, KBS Joy)
- 《스타 포토그래퍼 탄생기 - 열혈포스》(2010년, MBC every1)
- 《놀라운 대회 스타킹》 (2010년, SBS)
- 《복불복쇼 시즌 2》(2010년, MBC every1)
- 《아이돌 유나이티드》(2010년, SBS MTV)
- 《1 대 100》(2010년, KBS2)
- 《출발드림팀 시즌 2》(2010년, KBS2)
- 《퀴즈! 육감대결》(2010년, SBS)
- 《형님식당》(2010년, MBC)
- 《스타골든벨》 (2010년, KBS2)

### 라디오
- 《최화정의 파워 타임》 (2012년, SBS 파워FM)
- 《박소현의 러브 게임》 (2012년, SBS 파워FM)
- 《영스트리트》 (2011년, SBS 파워FM)
- 《동고동락》 (2010년, SBS 파워FM)
- 《친한친구》 (2010년, MBC FM4U)
- 《신동의 심심타파》 (2010년, MBC 표준FM)